# Sieteiglesias de Tormes
Sieteiglesias de Tormes är en kommun i Spanien.   Den ligger i provinsen Provincia de Salamanca och regionen Kastilien och Leon, i den centrala delen av landet, 160 km väster om huvudstaden Madrid. Antalet invånare är 175. Arean är 14,3 kvadratkilometer.
Terrängen i Sieteiglesias de Tormes är platt.